# Over the Garden Wall
Over the Garden Wall (tiếng Việt: Bên kia tường rào) là sê-ri hoạt hình ngắn đoạt giải Emmy sản xuất bởi đài Cartoon Network. Bộ phim được sáng tạo bởi Patrick McHale, người từng làm việc cho hai dự án phim Flapjack và Adventure Time. Series này tập trung kể câu chuyện về hai anh em tên Greg và Wirt đi băng qua khu rừng kỳ bí để về được nhà, gặp những điều kì lạ và diệu kì trong khu rừng, đi cùng với chú chim Sialia tên Beatrice. Chương trình được phát sóng suốt tuần từ ngày 3 đến ngày 7 tháng 11 năm 2014, đoạt cả hai giải Reuben và Emmy cho danh mục "Phim hoạt hình xuất sắc nhất".

## Nội dung
Chương trình nói về hai anh em, Greg và Wirt, bị lạc trong một khu rừng bí ẩn tên là Hư Vô (Unknown). Để trở về nhà, hai em phải đi xuyên qua khu rừng này. Cùng với Beatrice và Woodsman, hai anh em tìm cách để tìm Adelaide, người có thể hóa giải lời nguyền và trở về nhà.

## Diễn viên lồng tiếng
- Elijiah Wood - Wirt
- Collin Dean - Greg
- Melanie Lynskey - Beatrice
- Christopher Lloyd - Woodsman

## Các tập phim
| STT | Tên tập                       | Ngày công chiếu     | Lượt xem (triệu người) |
| --- | ----------------------------- | ------------------- | ---------------------- |
| 1   | The Old Grist Mill            | 3 tháng 11 năm 2014 | 1.19                   |
| 2   | Hard Times at the Huskin' Bee | 3 tháng 11 năm 2014 | 1.19                   |
| 3   | Schooltown Follies            | 4 tháng 11 năm 2014 | 1.24                   |
| 4   | Song of the Dark Lantern      | 4 tháng 11 năm 2014 | 1.24                   |
| 5   | Mad Love                      | 5 tháng 11 năm 2014 | 1.55                   |
| 6   | Lullaby in Frogland           | 5 tháng 11 năm 2014 | 1.55                   |
| 7   | The Ringing of the Bell       | 6 tháng 11 năm 2014 | 1.19                   |
| 8   | Babes in the Woods            | 6 tháng 11 năm 2014 | 1.19                   |
| 9   | Into the Unknown              | 7 tháng 11 năm 2014 | 1.13                   |
| 10  | The Unknown                   | 7 tháng 11 năm 2014 | 1.13                   |

## Giải thưởng
| Năm  | Giải thưởng                             | Danh mục                                         | Phần đề cử                                     | Kết quả   |
| ---- | --------------------------------------- | ------------------------------------------------ | ---------------------------------------------- | --------- |
| 2015 | Giải thưởng Annie                       | Chương trình hoạt hình xuất sắc nhất             | Over the Garden Wall                           | Đề cử     |
| 2015 | Giải thưởng Annie                       | Đóng góp to lớn trong việc đạo diễn chương trình | Robert Alvarez, Ken Bruce, và Larry Leichliter | Đề cử     |
| 2015 | Giải thưởng Reuben                      | Hoạt hình truyền hình                            | Over the Garden Wall                           | Đoạt giải |
| 2015 | Giải thưởng Emmy                        | Chương trình hoạt hình nổi bật                   | Over the Garden Wall                           | Đoạt giải |
| 2015 | Giải thưởng Emmy                        | Thành tựu nổi bật trong việc sản xuất hoạt hình  | Nick Cross                                     | Đoạt giải |
| 2015 | Ottawa International Animation Festival | Phim hoạt hình xuất sắc nhất                     | Over the Garden Wall                           | Đoạt giải |